# Lee Christmas
Lee Christmas, född 2 februari 1863 i Livingston Parish i Louisiana, död 24 januari 1924 i New Orleans i Louisiana, var en amerikansk legosoldat.
Christmas var verksam som ingenjör i Louisiana men bytte yrke till legosoldat efter att hans färgblindhet uppdagades. Som järnvägsanställd hade det nämligen gällt att kunna skilja mellan ljussignalerna. Han åkte i stället till Honduras där han uppnådde berömmelse som legosoldat.
Jason Stathams gestalt i The Expendables har döpts till Lee Christmas efter legosoldaten runt sekelskiftet 1900 i Honduras.